# John Zorn's Emergency
John Zorn's Emergency est un album enregistré en public au Festival de jazz de Willisau, en Suisse, en 1999, par legroupe Emergency, formé de John Medeski, Marc Ribot, Kenny Wollesen et John Zorn. Selon les notes de pochette, ce groupe a joué à quelques reprises entre 1998 et 2001, principalement à New York. Ce disque est considéré comme un bootleg, un disque non autorisé, dans la discographie de John Zorn.

## Titres
| No | Titre | Durée |
| -- | ----- | ----- |
| 1. | n°1   | 28:11 |
| 2. | n°2   | 26:55 |
| 3. | n°3   | 10:48 |

## Personnel
- John Medeski - claviers
- Marc Ribot - guitare
- Kenny Wollesen - batterie
- John Zorn - saxophone alto